# Équipe cycliste Coldeportes Bicicletas Strongman
L'équipe cycliste Coldeportes Bicicletas Strongman est une équipe cycliste colombienne créée en 2015 sous le nom de Strongman-Campagnolo et qui obtient le statut d'équipe continentale à partir de 2016.

## Histoire de l'équipe

### Saison 2016
La première course disputée en tant qu'équipe continentale est le Tour de San Luis 2016, au mois de janvier. Emmenés par le dernier vainqueur de la Vuelta de la Juventud, l'Équatorien Richard Carapaz, les six hommes sélectionnés par leur directeur sportif, Luis Alfonso Cely ont une responsabilité importante sur la suite de la saison. L'objectif assigné est de se montrer, le comportement des coureurs lors du Tour de San Luis peut permettre de trouver d'autres compétitions en dehors de la Colombie. L'espoir est de voyager en Italie, disputer quelques épreuves. Il faut pour cela non seulement des résultats mais aussi nouer des contacts en Argentine, pour avoir différentes options de disputer des courses sur le Vieux continent. À la satisfaction de Cely, la formation termine troisième du classement par équipes devançant plusieurs WorldTeams. De plus, elle place deux hommes dans les quinze premiers au classement individuel (Jonathan Millán, onzième et Steven Calderón, treizième).
À la mi-novembre, Luis Alfonso Cely dresse un bilan de la saison. Il pense que la saison a été bonne, même s'il aurait aimé gagner plus et obtenir de meilleurs résultats. La perte de Richard Carapaz, parti pour le club espagnol de Lizarte (es), fin mars, a été préjudiciable pour l'équipe. Elle a empêché l'équipe de gagner quelques courses au calendrier national, car la formation avait été bâtie autour de lui. Cependant la victoire de Diego Cano dans la Vuelta de la Juventud sauve l'année. Il détache également le rôle joué par Nicolás Paredes dans la Vuelta a Antioquia (vainqueur d'une étape et cinquième au classement général final) et son bon Tour de Colombie, où il se maintient dans les dix premiers, jusqu'à sa chute qui le contraint à l'abandon. Il met en exergue, également, la quatrième place terminale de Carlos Becerra au Clásico RCN. Ce qui l'amène à dire qu'« il ne se sent pas en dette envers son sponsor ».
Bien qu'obtenue avec sa sélection nationale, la plus belle victoire d'un membre de la formation a été décrochée par l'Équatorien Jonathan Caicedo lors des Championnats panaméricains, au Venezuela. Devant une faible concurrence, les coureurs de la formation remportent trois des quatre étapes et placent cinq des leurs dans les sept premiers du classement général de la Clásica de Soacha 2016. Même si elle était espérée, aucune course en Europe n'a pu être disputée par l'équipe.

### Saison 2017
La saison se prépare à l'automne 2016, puisque la première compétition de l'UCI America Tour 2017 à laquelle participe l'équipe est le Tour du Costa Rica 2016. Pour cette compétition, six jeunes épaulés de Carlos Becerra sont sélectionnés.
Trois hommes de vingt-sept ans et plus ont été recrutés pour apporter leur expérience à une formation qui en a manqué durant la saison 2016. Ainsi l'arrivée de Camilo Gómez, vainqueur du Clásico RCN 2013, comme chef de file permet à la direction de l'équipe d'espérer une victoire dans le Tour de Colombie ou au Clásico RCN. L'arrivée de Didier Sastoque et de Sebastián Tamayo, également, hommes d'expérience permettra une meilleure gestion de la concurrence. Autre renfort Aristóbulo Cala, Cely escompte qu'il poursuive sa progression et qu'il puisse disputer la victoire dans des courses à étapes du calendrier national. Gómez, Sastoque et Tamayo arrivent dans l'équipe au 1er janvier tandis que Cala, libre de tout contrat, s'unit à la formation dès novembre.
Carlos Becerra, dans un rôle de deuxième homme, est toujours présent, tout comme le champion panaméricain Jonathan Caicedo ou bien encore Daniel Rozo et Steven Calderón. Chez les moins de 23 ans, sont promus dans l'équipe Heimarhanz Ariza, originaire de Villavicencio, William Muñoz et Rubén Acosta qui sera le chef de file des Espoirs, tous auteurs d'une remarquable Vuelta de la Juventud 2016, alors que le tenant du titre Diego Cano part tenter sa chance en Europe.
L'espoir de l'équipe est de passer deux mois sur le Vieux Continent lors du premier semestre pour disputer des compétitions, pour cela la direction s'est mis en relation avec un manager italien. Les objectifs principaux de la saison sont le Tour de Colombie et le Clásico RCN, ainsi que de conserver le titre du Tour de Colombie Espoir. Début février, l'équipe, appelée dorénavant "Bicicletas Strongman", se prépare à commencer son année en disputant la Clásica de Rionegro puis les championnats nationaux, dans la seconde quinzaine du mois. Par ailleurs, la direction de l'équipe informe officiellement que la formation passera deux mois en Europe, au printemps. Elle remercie Claudio Corti pour son aide, dans sa recherche de l'infrastructure nécessaire à la compétition et d'épreuves à inscrire à leur calendrier.

## Principales victoires

### Championnats internationaux
- Champion panaméricain sur route : 1
  - Course en ligne : 2016 (Jonathan Caicedo)

### Courses d'un jour
- Gran Premio FECOCI : 2018 (William Muñoz)
- Gran Premio Comité Olímpico Nacional : 2018 (Óscar Quiroz)

### Courses par étapes
- Tour de Colombie : 2017 (Aristóbulo Cala)

### Championnats nationaux
- Championnats de Colombie sur route : 1
  - Course en ligne : 2019 (Óscar Quiroz)
- Championnats d'Équateur sur route : 1
  - Contre-la-montre : 2015 (Jonathan Caicedo)

## Classements UCI
L'équipe participe aux épreuves du circuit continental de l'UCI America Tour. 
UCI America Tour
| Saison | Classement par équipes | Meilleur coureur au classement individuel |
| ------ | ---------------------- | ----------------------------------------- |
| 2016   | 10e                    | Jonathan Caicedo (12e)                    |
| 2017   | 23e                    | Aristóbulo Cala (76e)                     |
| 2018   | 22e                    | Óscar Quiroz (57e)                        |
| 2019   | 9e                     | Óscar Quiroz (50e)                        |

UCI Europe Tour
| Saison | Classement par équipes | Meilleur coureur au classement individuel |
| ------ | ---------------------- | ----------------------------------------- |
| 2017   | 110e                   | Óscar Sánchez (748e)                      |

## Bicicletas Strongman en 2018
| Effectif 2018            | Effectif 2018     | Effectif 2018 | Effectif 2018                                     |
| Cycliste                 | Date de naissance | Pays          | Équipe précédente                                 |
| ------------------------ | ----------------- | ------------- | ------------------------------------------------- |
| Óscar Quiroz             | 3 juillet 1994    | Colombie      | Burgos-BH (2017)                                  |
| Aristóbulo Cala          | 13 mai 1990       | Colombie      |                                                   |
| Jonathan Millán          | 16 avril 1988     | Colombie      | GW Shimano (2013)                                 |
| William Muñoz            | 17 janvier 1994   | Colombie      |                                                   |
| Eduardo Estrada          | 25 janvier 1995   | Colombie      | Medellín-Inder (2017)                             |
| Jhonatan Cañaveral       | 2 novembre 1996   | Colombie      |                                                   |
| Rubén Acosta             | 20 août 1996      | Colombie      |                                                   |
| Heimarhanz Ariza         | 11 novembre 1997  | Colombie      |                                                   |
| Steven Calderón          | 25 décembre 1993  | Colombie      | Inteja-MMR Dominican cycling team (2015)          |
| Diego Cano               | 3 février 1994    | Colombie      |                                                   |
| Steven Gonzalez Girón    | 13 décembre 1995  | Colombie      |                                                   |
| Brayan Hernández         | 11 mars 1997      | Colombie      | Aguardiente Antioqueño-Lotería de Medellín (2017) |
| Wldy Sandoval            | 13 janvier 1995   | Colombie      | GW Shimano (2016)                                 |
| Frank Osorio             | 28 août 1988      | Colombie      | GW Shimano (2017)                                 |
|                          |                   |               |                                                   |
| Source : ProCyclingStats |                   |               |                                                   |

### Victoires
| Victoires | Victoires          | Victoires  | Victoires | Victoires     | Victoires |
| Date      | Course             | Pays       | Classe    | Vainqueur     |           |
| --------- | ------------------ | ---------- | --------- | ------------- | --------- |
| 12 déc.   | Gran Premio FECOCI | Costa Rica | 1.2       | William Muñoz |           |

## Bicicletas Strongman en 2017
| Effectif 2017            | Effectif 2017     | Effectif 2017 | Effectif 2017                            |
| Cycliste                 | Date de naissance | Pays          | Équipe précédente                        |
| ------------------------ | ----------------- | ------------- | ---------------------------------------- |
| Aristóbulo Cala          | 13 mai 1990       | Colombie      |                                          |
| Camilo Gómez             | 5 octobre 1984    | Colombie      | Coldeportes-Claro (2016)                 |
| Carlos Becerra           | 5 août 1982       | Colombie      |                                          |
| Didier Sastoque          | 3 mai 1987        | Colombie      | GW Shimano (2016)                        |
| Heimarhanz Ariza         | 11 novembre 1997  | Colombie      |                                          |
| Jonathan Caicedo         | 28 avril 1993     | Équateur      | Team Ecuador (2014)                      |
| Jonathan Millán          | 16 avril 1988     | Colombie      | GW Shimano (2013)                        |
| Óscar Sánchez            | 14 mai 1985       | Colombie      | Orgullo Antioqueño (2015)                |
| Rubén Acosta             | 20 août 1996      | Colombie      |                                          |
| Sebastián Tamayo         | 23 mai 1988       | Colombie      | Ningxia Sports Lottery-Livall (2016)     |
| Steven Calderón          | 25 décembre 1993  | Colombie      | Inteja-MMR Dominican cycling team (2015) |
| Wilmar Castro            | 1 avril 1994      | Colombie      |                                          |
| Daniel Rozo              | 3 avril 1992      | Colombie      |                                          |
| William Muñoz            | 17 janvier 1994   | Colombie      |                                          |
|                          |                   |               |                                          |
| Source : ProCyclingStats |                   |               |                                          |

### Victoires
| Date | Course | Pays | Classe | Vainqueur |
| ---- | ------ | ---- | ------ | --------- |